# Oyda jezik
Oyda jezik (ISO 639-3: oyd), afrazijski jezik sjevernoomotske podskupine centralnih ometo jezika. Njime govori 16 600 ljudi (1994 popis) iz plemena Oyda uključujući i one kojima je to drugi jezik. 
Raširen je jugozapadno od grada Sawla u regiji Omo, Etiopija. 14 075 etničkih (1994 popis).

## Vanjske poveznice
- Ethnologue (14th)
- Ethnologue (15th)